# Río Larqui
Río Larqui är ett vattendrag i Chile.   Det ligger i regionen Región del Biobío, i den södra delen av landet, 400 km söder om huvudstaden Santiago de Chile.
Omgivningen kring Río Larqui består till största delen av jordbruksmark. Området är ganska glesbefolkat, med 28 invånare per kvadratkilometer.